# Colonne lumineuse

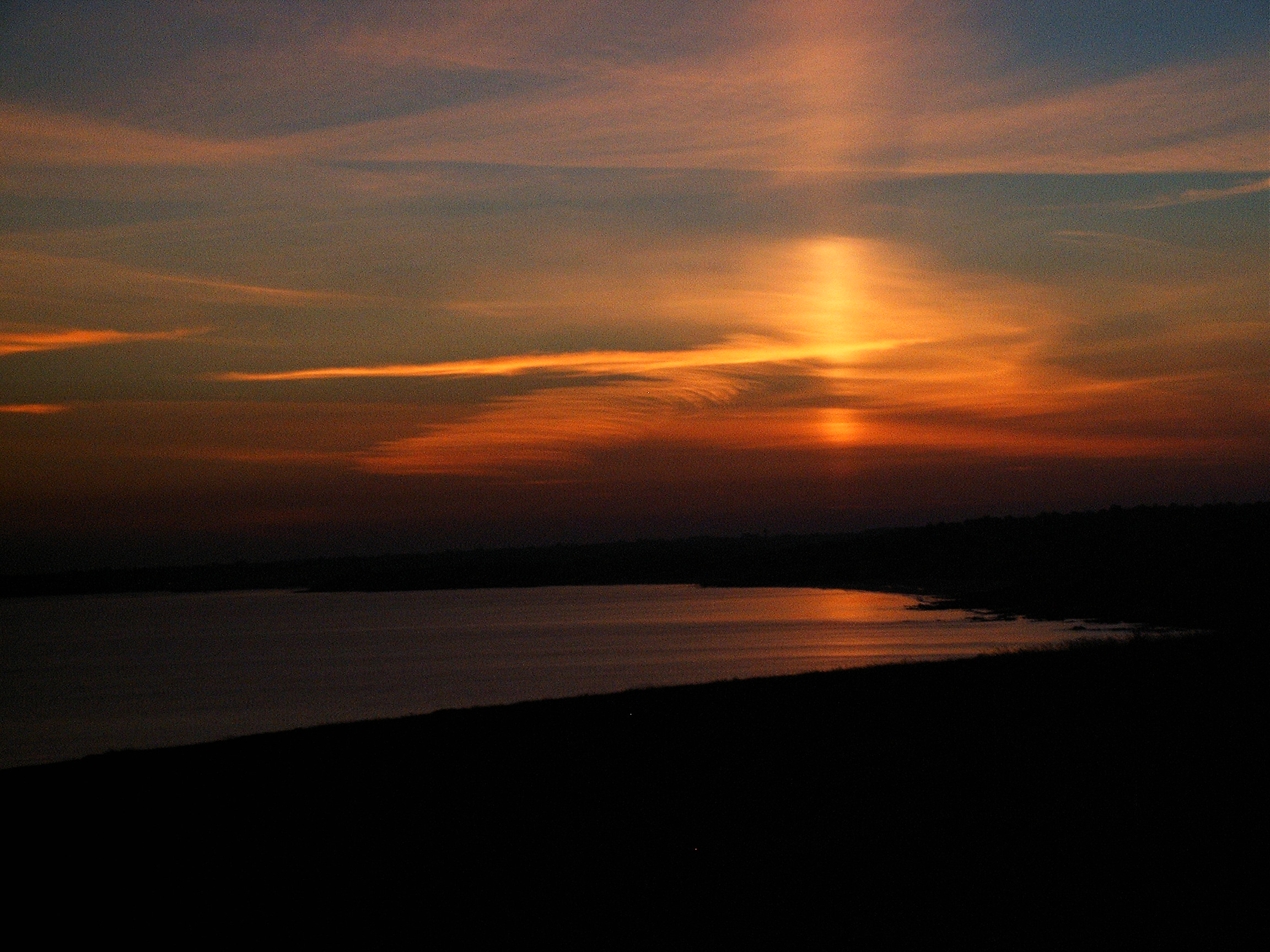
Colonne lumineuse dans le Finistère en France

Une colonne lumineuse, parfois appelé pilier solaire ou lunaire, est un photométéore qui consiste en une traînée de lumière blanche, continue ou non, qui peut être observée à la verticale au-dessus et au-dessous du Soleil ou de la Lune. 
Le phénomène est visible quand le Soleil ou la Lune sont près de l'horizon, il se produit donc généralement au lever et au coucher de ceux-ci. Ils peuvent s'étirer jusqu'à 30° au-dessus du Soleil ou de la Lune mais plus communément de 5° à 10°.

## Principe

Différents photométéores: 1) Petit halo à 22°, 2) Parhélies, 3) Colonne lumineuse, 4) Cercle parhélique, 5) Arc circumzénithal, 6) Arcs tangents, 7) Grand halo à 46°, 8) Anthélie

Ce photométéore apparaît lorsque la lumière est réfléchie vers l'observateur par des cristaux de glace présents dans l'atmosphère et dont les faces sont alignées. La quantité de lumière réfléchie vers l'observateur dépend de l'orientation des cristaux de glace : s'ils ont tous le même axe, la lumière réfléchie sera d'autant plus concentrée. La longueur de la colonne dépend de l'inclinaison des cristaux : plus ils tendent vers l'horizontale et plus la colonne est longue ; plus les cristaux tendent vers l’axe vertical et plus la colonne est courte.
En général, cela se produit avec un ciel où se trouvent des nuages de haute altitude comme les altostratus ou les cirrostratus. Il est également possible de créer ces conditions en hiver au-dessus de chutes d'eau, comme les chutes du Niagara, alors que leurs embruns se cristallisent. Il peut même apparaître grâce à des brouillards givrants.

## Types
Il en existe deux types : 
- les piliers supérieurs visibles lorsque le Soleil ou la Lune est bas sur l’horizon, et que le reflet de la lumière se dirige vers le bas des cristaux ;
- les piliers inférieurs qui se forment lorsque les cristaux se situent entre l’observateur et le soleil, la lumière est donc reflétée vers le haut par ceux-ci.

## Colonnes d'origine humaine

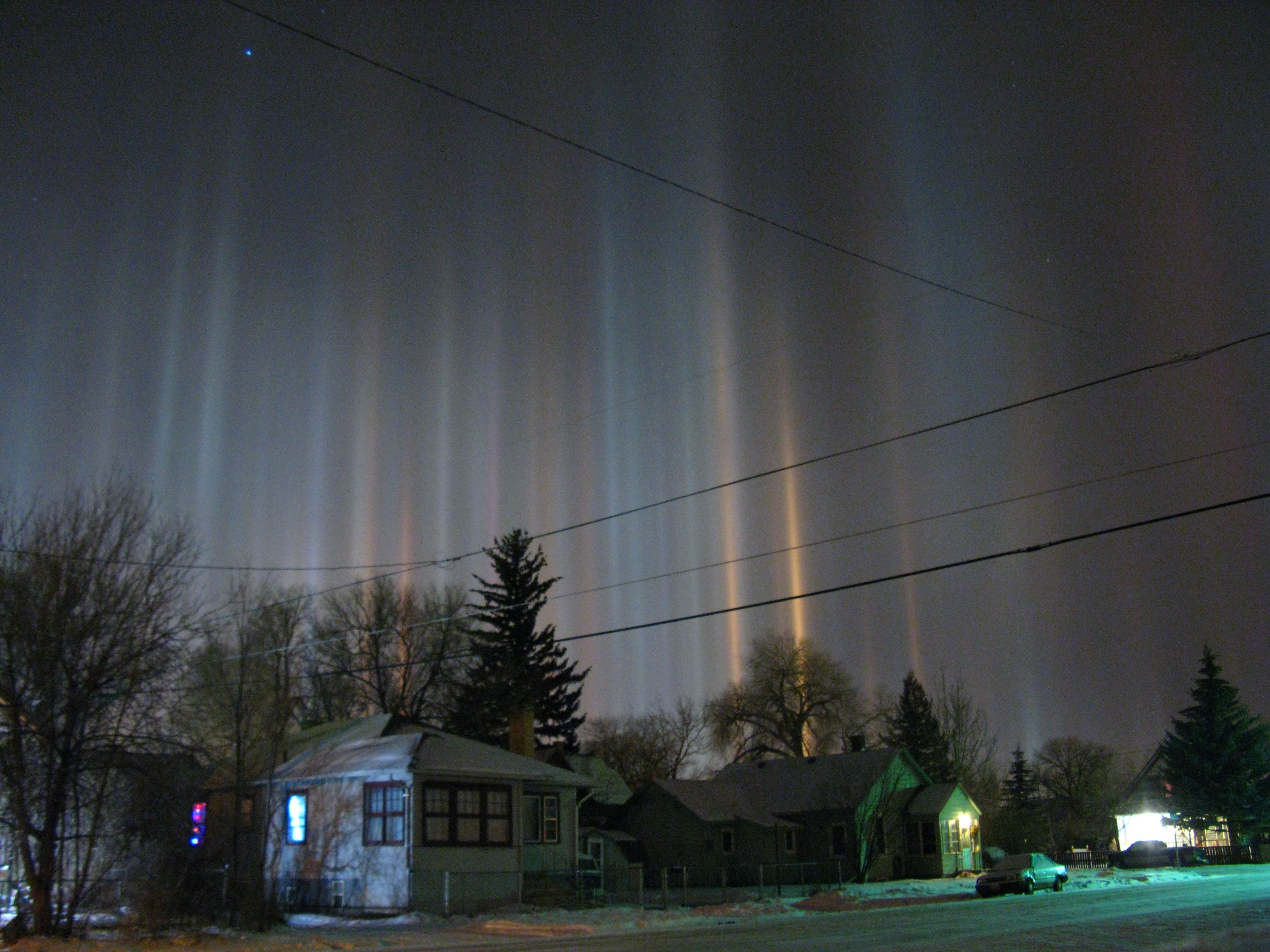
Colonnes lumineuses à Laramie, Wyoming causées par des lampadaires de rue ou des automobiles.

D'autres sources terrestres peuvent produire un phénomène similaire. Ainsi, l'éclairage des rues donne aussi des sources lumineuses qui peuvent se refléter dans les cristaux de glace en suspension dans l'air par temps très froid (poudrin de glace) ou dans les nuages, et donner des colonnes lumineuses.
Contrairement au phénomène naturel, les colonnes artificielles ne sont pas fortement inclinées. En effet, les cristaux servant à la réfraction sont en gros à mi-chemin entre la source lumineuse et l’œil de l'observateur. Plus haut sont les cristaux dans l'atmosphère et plus grande est la colonne. Si les cristaux sont très en altitude, ou la source est près de nous, les colonnes semblent descendre du zénith.

## Témoignages historiques
- En -104 : « dans le Picenum, on vit trois soleils ;  près de Vulsinium, il jaillit de terre une flamme qui alla toucher le ciel ; » [In Piceno tres soles visi. In agro Vulsiniensi flamma e terra orta cælumque visa contingere.][5]